# 毛盔马先蒿
毛盔马先蒿（学名：Pedicularis trichoglossa）是列当科马先蒿属的植物。分布于喜马拉雅、印度以及中国大陆的西藏、云南、四川等地，生长于海拔3,600米至5,000米的地区，常生于高山草地与疏林中，目前尚未由人工引种栽培。